# الخيال العبثي
الخيال العبثي هو نوع من الروايات والمسرحيات والقصائد والأفلام أو غيرها من الوسائط التي تركز على تجارب الشخصيات في مواقف لا يمكنهم فيها العثور على أي هدف أساسي في الحياة وغالبًا ما يتم تمثيل ذلك من خلال أفعال وأحداث لا معنى لها في نهاية المطاف التي تدعو إلى السؤال حول يقين المفاهيم الوجودية مثل الحقيقة أو القيمة.
نشأ نوع العبثية في الأدب في الخمسينات والستينات من القرن الماضي، أولاً في فرنسا وألمانيا بشكل رئيسي وكان ذلك نتيجة لخيبة الأمل بعد الحرب، الرواية العبثية هي رد فعل على الارتفاع في الرومانسية في باريس في ثلاثينات القرن التاسع عشر وانهيار التقاليد الدينية في ألمانيا والثورة الاجتماعية والفلسفية التي قادها التعبيرات عن سورين كيركغور وفريدريك نيتشه.
العناصر المشتركة في الخيال العبثي تشمل السخرية والكوميديا السوداء التناقض والتحطيم والجدل حول الحالة الفلسفية ل "لا شيء". يُعرف الخيال العبثي في شكل مسرحي باسم المسرح العبثي، يتميز كلا النوعين بالتركيز على تجربة الشخصيات وتتمحور حول فكرة أن الحياة غير متناسقة وغير قابلة للتوفيق وبلا معنى، تتمثل السمة الأساسية للخيال العبثي في تجربة النضال للعثور على هدف أساسي في الحياة، يصورها الشخصيات في عرضهم لأفعال لا معنى لها في الأحداث غير المجدية التي يشاركون فيها.
يعتبر العبثية كحركة فلسفية امتدادًا أو انحرافًا عن الوجودية التي تركز على عدم جدوى البشرية وتحديداً القلق العاطفي والقلق الموجود عندما يتم تحدي وجود الهدف، يتم استكشاف وجهات النظر الوجودية واللاأدرية في الروايات والمسرحيات العبثية في تعبيرها عن الحبكة والشخصيات، من بين المؤلفين العبثيين البارزين فرانس كافكا وألبير كامو وصامويل بيكيت وأوجين يونسكو.

## الخصائص
تميل الكثير من أعمال الخيال العبثي إلى أن تكون مضحكة أو غير عقلانية في طبيعتها، توصف الفكاهة العبثية في الخيال الساخر بأنها نوع من الكوميديا التي تعتمد على عدم التسلسل وانتهاك السببية وتقاربات غير متوقعة، مع ذلك فإن السمة المميزة لهذا النوع ليست كوميديا أو سخرية بل بالأحرى هي دراسة السلوك البشري في ظل الظروف (سواء كانت واقعية أو خيالية) التي تبدو عديمة الهدف وعبثية فلسفيًا، يفرض الخيال العبثي قليلًا من الحكم على الشخصيات أو أفعالهم فهذه المهمة متروكة للقارئ. كذلك فإن "المعنى" من القصة ليس واضح بشكل عام والمواضيع أو إدراكات الشخصيات - إن وجدت – غالبًا ما تكون غامضة بطبيعتها.
بالإضافة إلى ذلك على عكس العديد من الأشكال الأخرى للخيال قد لا تحتوي الأعمال العبثية بالضرورة على بنية حبكة تقليدية (أي الحدث الصاعد والذروة والحدث النازل). عناصر الخيال التقليدي مثل الحبكة والشخصيات والتطور غالبًا ما تكون غائبة، يوضح بعض العلماء أن هذا الخيال يستلزم "الابتعاد عن" القاعدة. يوجد أيضًا حالة التشكيك في صحة العقل البشري التي تنشأ منها تصورات القوانين الطبيعية.
كما أن الخيال العبثي لا يسعى للجذب إلى ما يسمى باللاوعي الجماعي حيث أنه فردي بشدة ويركز بشكل حصري تقريبًا على استكشاف المشاعر الذاتية للفرد أو الكائن عن وجوده.

## نظرة عامة
نشأ العبثية في الأدب من الأدب الحديث في آواخر القرن التاسع عشر وأوائل القرن العشرين كرد فعل مباشر للأدب الفيكتوري الذي كان بارزًا قبل هذه الفترة. تأثر إلى حد كبير بحركات الفلسفة الوجودية والعدمية وحركات فن الدادا والسريالية، كانت التأثيرات الفلسفية الوجودية والعدمية على الخيال العبثي نتيجة لخيبة الأمل في مرحلة ما بعد الحرب، طالب روائيو وملحنون الخيال العبثي بالتحرر من الاتفاقيات السائدة في الحركة الفلسفية لعام 1940 في فرنسا. تشمل الأحداث التاريخية الأخرى التي أثرت على أسلوب الحركية الأدبية وفلسفتها القنبلة الذرية والحرب الباردة.نشر علماء النفس في جامعة كاليفورنيا بسانتا باربرا وجامعة كولومبيا البريطانية تقريرًا في عام 2009 يوضح أن قراءة القصص العبثية حسنت قدرة المشاركين في الاختبار على اكتشاف الأنماط. لخصت نتائجهم إلى أنه عندما يتعين على الأشخاص العمل لإيجاد الاتساق والمعنى في قصة مجزأة فإنه يزيد من "الآليات المعرفية المسؤولة عن التعلم الضمني للانتظام الإحصائي".

## السياق والأصول
المؤلفون الأكثر شهرة في العبثية في الأدب هم فرانس كافكا وجان بول سارتر وصامويل بيكيت وأيوجين يونسكو وألبير كامو وسول بيلو ودونالد بارثيلمي وكورماك مكارثي. كافكا (1924-1883) كان روائيًا بوهيميًا ناطقًا بالألمانية و عبثياً سيئ السمعة، من بين الكتاب الذين أثروا في كافكا هو فريدريك نيتشه وإدغار آلان بو وتشارلز ديكنز وغيرهم.
من أشهر قصص كافكا الخيالية "الحكم" التي نشرت عام 1912 و"المسخ" التي نشرت عام 1915 و"في مستعمرة العقاب" التي نشرت عام 1919 و"فنان جوع" التي نشرت عام 1922. تعرف "المحاكمة"، التي كتبت بين عامي 1914 و 1915 بأنها أشهر روايات كافكا في "الرمزية الأسطورية لعالم مجنون"، يجسد استخدام كافكا للأساطير والكوميديا والأمثال والسريالية السمات المميزة للخيال العبثي. كان تأثير فرانس كافكا على العبثية كبيرًا لدرجة أن البعض أشار إليه على أنه "ملك العبث" وقائد الحركة العبثية. يجادل البعض أن كافكا كان في الغالب سرياليًا لكن كافكا يوضح أسلوبه الفريد هو "مزيج من العبث والسريالية والدنيوية التي أدت إلى صفة "كافكايسك"".
كان صامويل بيكيت أيضًا من أوائل دعاة العبثية في الأدب وهو روائي أيرلندي وكاتب مسرحي وكاتب قصص قصيرة ومخرج مسرحي وشاعر ومترجم أدبي، يصنف مسرح بيكيت المعروف "في انتظار غودو" الذي تم عرضه لأول مرة عام 1953 ضمن مسرح العبث باستخدام تقنيات الكوميديا المأساوية وتضمنت الخصائص التي أدخلها بيكيت الدعابة المريرة واليأس ارتجالًا حيًا وعفويًا على عبثية المسرح (ديكسون، أندرو، 2017).
كان أيوجين يونسكو كاتب مسرحي فرنسي روماني وأحد أبرز الملحنين لمسرح الطليعة الفرنسي وقائد العبثية. "الكراسي" (1952) التي وصفت بإنها "مهزلة مأساوية" من قبل يونسكو نفسه في تجاربه مع مواضيع العبث والوجودية والشعر الساذج التي توضح عدم التواصل في حياتنا البشرية.

## الأيديولوجية
مصطلح "عبثي" له جذور في اللاتينية "عبث" التي تعني "مخالف للعقل" أو "غير متناغم"، يشرح المصطلح مفهموم الكلمة الحديثة التي تقابل تحديد الطبيعة غير العقلانية وغير المتناسقة للحياة اليومية.
تعود الايدولوجية والفلسفة وراء نوع العبثية في الأدب إلى العدمية والوجودية المستخرجة من عالم القرن العشرين. سورين كيركغور (1855-1813)، المعروف باسم "أب الوجودية" كان كاتبًا دانماركيًا مجتهداً عارض الحدود التقليدية للفلسفة وعلم النفس واللاهوت والخيال والنقد الأدبي، تتناول فلسفة كيركغور مصداقية المسيحية وتناقض بطبيعتها الإحساس بالهدف الذي تثيره في الحياة الشخصية. استخدم كيركغور مفهوم العبث لوصف النقطة التي يصبح فيها الإيمان غير مبرر، لكنها صالحة لأولئك الذين يستخدمونه وحده، أثر كيركغور بشكل كبير على أعمال جان بول سارتر وألبير كامو.
تؤكد الوجودية كنهج أو نظرية فلسفية على وجود الفرد الواحد ومفهوم الفرد كوكيل حر في تحديد معناه أو هدفه في الحياة، من ناحية أخرى فإن العدمية هي الاعتراف بأن الحياة ليس لها معنى جوهري. يعبر العبثية في الأدب في سياق الوجودية عما يحدث عندما لا يكون للوجود البشري أي معنى أو هدف، بالتالي ينقطع كل التواصل، مسرحية أيوجين يونسكو "المغنية الصلعاء"(1950) عبارة عن نص خيالي عبثي يؤكد بعمق على فكرة عدم القدرة البشرية على التواصل مع بعضها البعض.
كان فريدريك نيتشه (1900-1844) ناقدًا ثقافيًا ومؤلفًا وشاعرًا وعالمًا في اللغات الكلاسيكية وباحثًا في اللغة اللاتينية واليونانية، منح أيضًا إلهامًا عميقًا في الفلسفة الغربية والتاريخ الفكري الحديث. نيتشه هو أيضًا أحد المؤثرين الأساسيين في الفلسفة والأيديولوجية وراء العبث. اهتمامه بالعدمية ولا سيما آرائه حول المسيحية والإله، يلمح إلى تقاليد العالم الغربي في اعتمادهم على الدين ك "بوصلة أخلاقية" ومصدر للمعنى، زعم نيتشه أن هذا الاعتماد غير قابل للتطبيق الآن، وظهر في روايته "العلم المرح" التي نُشرت عام 1882 وترجمت عام 1974، أثرت كتابات نيتشه على الخيال العبثي في التأثير على سارتر وألبير كامو على وجه الخصوص، كان فهم كامو للعدمية مدعومًا بشكل كبير من المفهوم الذي طرحه نيتشه عن الحياة والموت ووجهات النظر العدمية لذلك.

#### الخيال العبثي في الروايات
الكاتب الفرنسي ألبير كامو هو الروائي الذي يؤرخ فيه معظم النقاد الأدبيين مفهوم الخيال العبثي، أشهر روايات كامو "الغريب"( L'Étranger 1942,) ، ومقاله الفلسفي "أسطورة سيزيف" (1942). فرانس كافكا، البوهيمي الناطق بالألمانية وهو روائي خيالي عبثي آخر، نُشرت رواية كافكا المحاكمة في عام 1925 بعد وفاته عام 1924، تتضمن رواية كافكا عجز البشرية عن التواصل في عالم بلا هدف.

## أمثلة
أمثلة على كتّاب الخيال العبثي تشمل:
- جون سوارتزويلدر
- إدوارد ألبي
- صمويل بيكيت (على سبيل المثال، في انتظار غودو، اللامسمى)
- ألبير كامو
- فيودور دوستويفسكي
- جان جينيه ( على سبيل المثال، the maids)
- نيقولاي غوغول
- جيمس كيلمان ( على سبيل المثال، كم تأخر الزمن)
- فرانس كافكا (على سبيل المثال، المسخ، المحاكمة، القلعة)
- هاروكي موراكامي
- جان بول سارتر[19]
- فيليب ك. ديك (على سبيل المثال، A Scanner Darkly )
- ماكسيو كاباتوندا
- كورت فونيجت
- كوبو آبي
- دانيل خارمس
- أوسامو دازاي
- بوريس فيان ( على سبيل المثال، Forth on the daydream)

تشمل الأعمال العبثية الفردية على:
- سهب التتار ل دينو بوزاتي
- الرجل الخفي ل رالف إيلسون
- الخدعة-٢٢ ل جوزيف هيلر
- دكتور سترينجلوف ل ستانلي كوبريك
- المغنية الصلعاء ل أوجين يونسكو
- بعض ىالمسرحيات المبكرة ل هارولد بينتر
- بعض أعمال توم ستوبارد[20]
- برنامج نيتفليكس التلفزيوني بوجاك هورسمان[21]
- المملكة لـ لارس فون ترايير
- الضوضاء البيضاء لـ نواه باومباخ

من أمثلة صانعي الأفلام العبثيين البارزين:
- إنغمار برغمان[22]
- لويس بونويل[23]
- فرنر هرتزوغ
- هارموني كوريني
- الأخوان كوين[24]
- تشارلي كوفمان
- يورجوس لانثيموس[25]
- ديفيد لينش
- رومان بولانسكي (النفور، طريق مسدود، المذبحة)
- تيم هيدكر وإريك واريهيم
- ماستر أيوزو

#### الخصائص والتقنيات
مقالة ألبير كامو "أسطورة سيزيف" (1942) مستوحاة من الحكاية اليونانية عن رجل يجبر على دحرجة صخرة إلى قمة الجبل باستمرار، لتعود الصخرة متدحرجة إلى الأسفل بسبب وزنها في معضلة تستمر إلى الأبد، يعبر كامو عن رمزيته الخاصة كتمثيل لحالة الإنسان في عالم نواجه فيه الصعوبة العالمية في فهم الأحداث، بدلًا من اللجوء إلى الانتحار يجب أن نتصالح مع "الشعور المراوغ بالعبث" وأن نتحمله بأفضل طريقة ممكنة.
رواية فرانس كافكا "المحاكمة" (1925) تتبع قصة جوزيف ك وهو رجل يتم اعتقاله ومحاكمته من قبل سلطة بعيدة ومعزولة ولا يتم إخطاره هو أو القارئ بطبيعة جريمته أو سبب محاكمته، يستخدم كافكا السرد المقيد طوال الرواية لإضفاء الطابع الدرامي الساخر بالإضافة إلى التسلسل الزمني غير المنطقي وغير المتسق لأحداث الاعتقال والمحاكمة لجوزيف ك يمكن تصور رواية كافكا على أنها فجوة في العالم العقلاني نتيجة للتعقيد المفرط الذي يستهلكه المجتمع وهو مثال أبرزه كافكا باعتباره السلطة القضائية.
يستخدم كافكا التشابه الخاطئ والتلاعب الأدبي لكتابة رواية غير منطقية ولا وجودية تجسد اللاإنسانية والاغتراب والسخرية المستمرة في العالم الحديث إلى جانب آثار الشمولية والظلم والبيروقراطية ككل.

## مسرح العبث
مسرح العبث هو مصطلح يستخدم للإشارة إلى مسرحيات الكتابة العبثية التي تم تأليفها بشكل أساسي من قبل كتاب مسرحيين أوروبيين في نهاية القرن العشرين ويستخدم أيضًا إلى أسلوب المسرح الذي تطور من أعمالهم. ابتكر المصطلح الناقد الأدبي مارتن إيسلين في مقالته عام 1960 بعنوان "مسرح العبث"، ربط إيسلين هذه المسرحيات المختارة بناءً على الموضوع العام للعبثية، على غرار الطريقة التي استخدم بها كامو المصطلح في مقالته عام 1942 بعنوان "أسطورة سيزيف"، تستند أيدولوجية مسرح العبث إلى الوجودية وتعبر عن نتيجة حرمان الوجود الإنساني من المعنى أو الغاية مما يؤدي إلى انهيار التواصل، أدى البناء المنطقي والحجة المنطقية في مسرح العبثية خصائص الكلام الغير عقلاني وغير المنطقي ونتيجة نهائية هي الصمت.
ينطوي مسرح العبثية على انجذاب نحو العبثية بمجموعة من الأشكال؛ الوجودية والفلسفية والعاطفية والدرامية، يدفع مسرح العبث كشكل درامي المسرح إلى أقصى الحدود بينما يطرح أسئلة حول ما يبدو عليه الواقع وغير الواقع.
أطلق مارتن إيسلين على أربعة كتاب مسرحيين محددين في حركة مسرح العبث وهم صمويل بيكيت وآرثر آداموف وأيوجين يونسكو وجان جينيه، أضاف في طبعات لاحقة من مقالته كاتب مسرحي خامس وهو هارولد بينتر ومن الكتاب الآخرين المرتبطين بهذه الحركة من قبل إيسلين والنقاد الآخرين توم ستوبارد وفريدريش دورينمات وفرناندو أرابال وإدوارد آلبي وبورس فيان وجان تارديو.

#### الخصائص
مسرح العبث يقلب الشكل المسرحي الذي تتوقعه الجماهير عند مشاهدة المسرحية. حركة الحبكة عشوائية؛ فشخصيات مسرح العبث غريبة وغير مألوفة وذات دوافع غريبة، غالبًا ما يتعذر التعرف على المشهد وفي بعض الأحيان لا يتغير أو مفتقر ويبدو الحوار بلا معنى. بالنسبة لكتاب المسرحيات العبثيين تمثل الفوضى واللاعقلانية الواقع بشكل أفضل من العقلانية والنظام، يمكن أن تكون المسرحيات مأساوية وكوميدية بطبيعتها وهي سمة من سمات نوع الكوميديا المأساوية في المسرح.

#### أمثلة
- التشابه الصوتي
- التكرار
- القوائم
- الاستشهاد
- الوسائل المسرحية
- المصطلح الجديد
- التعقيد
- تدفق الوعي
- السخرية
- الهجاء

#### أمثلة على التقنيات والأجهزة
تعد مسرحية "المغنية الصلعاء" (1950) للكاتب الروماني الفرنسي أيوجين يونسكو مسرحية بارزة في مسرح العبث، حيث تكشف "سيمفونية حالمة من الخطاب العبثي والصلات المنقطعة عن مدى يأس التواصل البشري"، الخطاب العبثي والصلات المنقطعة هما عناصر أساسية في مسرح العبث، معظم الحوارات في مسرحية يونسكو ليس لها معنى وغالباً ما يكون هناك هراء صريح في خطابات الممثلين، يخدم الهجاء والخطاب اللامعنى له الموجود في نص يونسكو غرضه في تقديم مدى سخافة الحياة اليومية، كما أن مشاركة يونسكو الفلسفية مع الوجودية سمة مميزة للمسرح العبثي في استخدام اللغة الإنجليزية التي تبدو سخيفة وعدم رغبة المجتمع للتواصل. مسرحية أيونسكو "المغنية الصلعاء" تشمل عدم قدرة البشرية على المشاركة في التواصل في عالم بلا هدف مما يؤكد تأثير الوجودية على الخيال العبثي وكيف يظهر هذا في النصوص ضمن مسرح من نوع العبثية في الأدب.
مسرحية "في انتظار غودو" (1953) لصمويل بيكيت وهي نص فرنسي أصلي، هي مسرحية عبثية درامية توصف بأنها واحدة من أهم المسرحيات في القرن العشرين على الرغم من استقبالها المبكر، عرضت المسرحية لأول مرة في 5 يناير 1953 في مسرح دي بابلون في باريس. يمكن تفسير استقبال المسرحية في الخمسينات من خلال مراجعات النقاد، ادعى الناقد الأدبي فيفيان ميرسر أن المسرحية كانت "مسرحية لا يتكرر فيها الحدث الواحد مرتين" في إشارة إلى الفصلين التي تتبع شكل دوري. وصف ألفونسو ساستري، وهو ناقد أدبي آخر يراجع نص بيكيت أن المسرحية "شهادة واضحة على العدم" ويستمر قائلًا "ما هو مثير للاهتمام بشأن انتظار غودو أنه لا يحدث شيء، إنها شهادة واضحة على العدم"، يتم تمثيل عالم بيكيت البائس في مسرحيته باستخدام تقنيات العبث، هو مشهد لا متغير وشخصيات تتعرض لأعمال عنف عشوائية وغريبة بحوار دوري. يصور بيكيت إحساس التوقع الدائم للمعنى في الإنسانية في تصوير العلاقات بين "غوغو" و "ديدي" وهو ترابط قوي ممزوج بالتهيج، يضيف عنصر الكوميديا التراجيدية إلى مسرحية الخيال العبث ل بيكيت عبثًا كوميديًا يمكن مقارنته بالكوميديا التهريجية وشخصيات الرسوم المتحركة مثل توم وجيري، إن العلاقة بين الشخصيتين في انتظار غودو (فلاديمير وإستراغون) مترابطة ولكنها سريعة الانفعال، كذلك العلاقة بين الشخصيتين في انتظار غودو (فلاديمير وإستراغون) هي علاقة متبادلة وغريبة. تذكرنا طبيعتها وحواراتها وتفاعلاتها بالثنائيات الكوميدية المألوفة مثل لوريل وهاردي وتوم وجيري.

## أنظر أيضًا
- عبثية
- وجودية
- هراء أدبي
- قائمة الأنواع الفنية